# توماس مارشال كي
توماس مارشال كي هو سياسي أمريكي، ولد في 8 أغسطس 1819، وتوفي في 15 يناير 1869. انتخب عضو مجلس ولاية أوهايو ‏.